# 빌뇌브라가렌

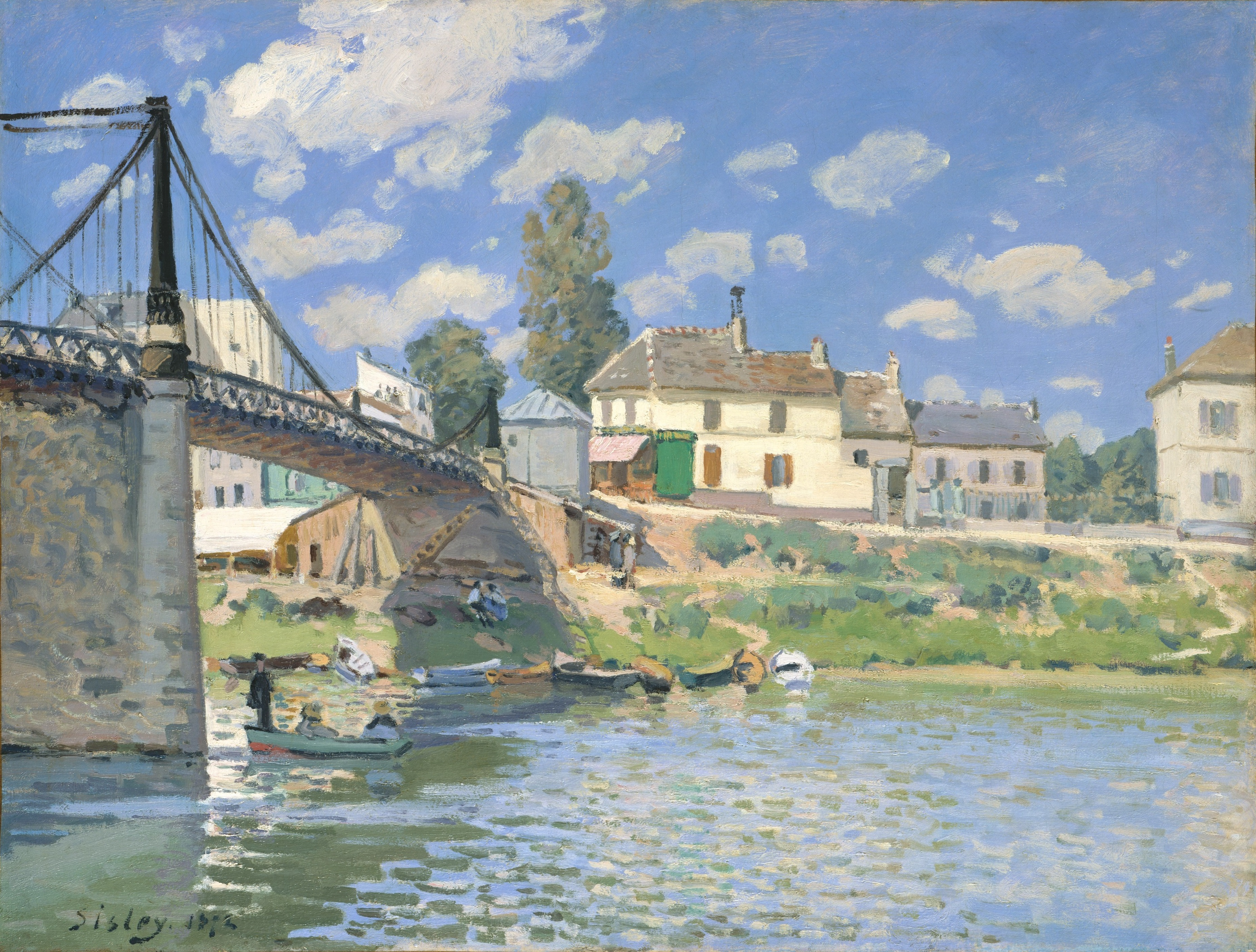
알프레드 시슬레의 그림 《빌뇌브라가렌의 다리》

빌뇌브라가렌(프랑스어: Villeneuve-la-Garenne)은 프랑스 일드프랑스 오드센주에 위치한 도시로 면적은 3.2km2, 인구는 24,706명(2006년 기준), 인구 밀도는 7,700명/km2이다. 파리에서 9.2km 정도 떨어진 곳에 위치한다.

시 문장

## 인구
| 연도 | 인구   | ±% p.a. |
| ---- | ------ | ------- |
| 1931 | 3,954  | —       |
| 1936 | 4,031  | +0.39%  |
| 1946 | 3,584  | −1.17%  |
| 1954 | 4,035  | +1.49%  |
| 1962 | 13,780 | +16.59% |
| 1968 | 22,715 | +8.69%  |
| 1975 | 23,691 | +0.60%  |

| 연도 | 인구   | ±% p.a. |
| ---- | ------ | ------- |
| 1982 | 23,906 | +0.13%  |
| 1990 | 23,824 | −0.04%  |
| 1999 | 22,349 | −0.71%  |
| 2007 | 24,516 | +1.16%  |
| 2012 | 25,725 | +0.97%  |
| 2017 | 23,771 | −1.57%  |

|  | 기술적 문제로 인해 그래프를 일시적으로 사용할 수 없습니다. 파브리케이터와 미디어위키 위키에 더 자세한 정보가 있습니다. |